# Pachyanthus angustifolius
Pachyanthus angustifolius är en tvåhjärtbladig växtart som beskrevs av August Heinrich Rudolf Grisebach. Pachyanthus angustifolius ingår i släktet Pachyanthus och familjen Melastomataceae. Inga underarter finns listade i Catalogue of Life.